# گربه‌ماهی سرخ‌دم آسیایی
گربه‌ماهی سرخ‌دم آسیایی (نام علمی: Hemibagrus nemurus) نام یک گونه از سرده کیسه‌ماهی‌های خاوردور است.